# Frederick House River
Frederick House River ist ein Fluss im Cochrane District der kanadischen Provinz Ontario.
Er bildet den Abfluss des Night Hawk Lake. Er durchfließt in nördlicher Richtung den benachbarten Frederick House Lake.
10 km nördlich befindet sich der Frederick House Lake Control Dam, welcher den Abfluss reguliert.
Weitere 10 km abstrom befinden sich die Wanatango Falls. Dort befindet sich der Bau eines Wasserkraftwerks in Planung.
Das Kraftwerk soll mit einer Leistung von 4,67 MW ausgestattet werden.
Es soll als Laufwasserkraftwerk mit eingeschränkter Speicherkapazität betrieben werden. 
Es soll so in der Lage sein, über Nacht und an Wochenenden einen Teil des Wassers zurückzuhalten, um dann in der restlichen Zeit auf eine erhöhte Wassermenge zurückgreifen zu können. 
Dies bildet einen Kompromiss zwischen einer optimalen Energieausbeute und einem möglichst minimalen Eingriff in die Natur und den Wasserhaushalt.
Der Frederick House River fließt weiter in nördlicher Richtung und erreicht nach 100 km den von Osten kommenden Abitibi River.
Der Name des Flusses und des in seiner Nähe gelegenen ehemaligen Handelspostens Frederick House (1785–1821) der Hudson’s Bay Company wurden nach Frederick Augustus, Duke of York and Albany benannt. 